# Hedwig Francillo-Kaufmann

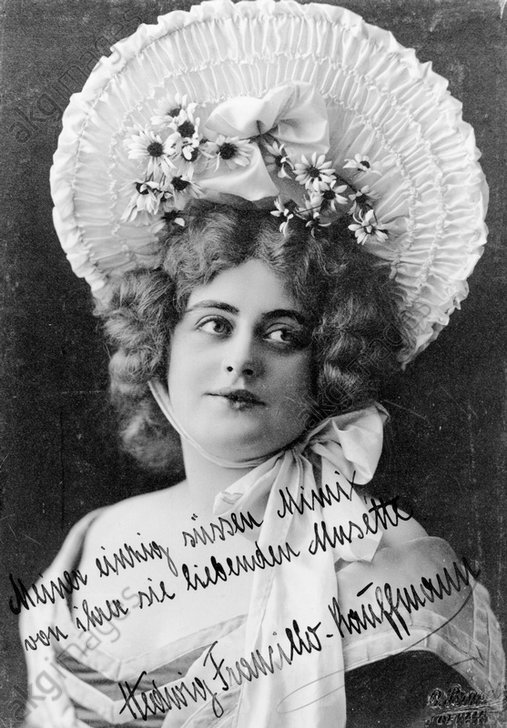
Hedwig Francillo-Kaufmann som Musetta in La bohème.

Hedwig Francillo-Kaufmann, född 30 september 1878 i Wien, död 26 april 1948 i Rio de Janeiro, var en österrikisk operasångerska (koloratursopran) och sångpedagog. Hon utnämndes till kammarsångerska 1912.
Hon studerade för Franzi Müller och Emilie Dorr i Wien, Aglaja Orgeni i Dresden samt i Milano, varefter hon 1898 debuterade på stadsteatern i Stettin. 1899 anställdes hon vid Wiesbadens hovteater och kvarstannade där fram till 1902. Mellan 1902 och 1903 spelade hon på Münchens hovopera, 1903–1905 på Berlins hovopera och 1905–1907 på Komische Oper Berlin, där hon innehade de kvinnliga huvudrollerna i Hoffmanns äventyr. Vidare var hon 1907–1908 ånyo verksam vid Berlins hovopera, 1908–1912 vid Wiens hovopera och 1912–1917 vid Hamburgs stadsteater. I både Wien och Hamburg spelade hon ett flertal gånger mot Enrico Caruso, och reste 1913 till London för att gästspela på Her Majesty's Theatre.
Från 1915 till 1917 gästspelade hon regelbundet på hovoperan i Wien samt på scener i Brno, Schweiz, Polen och Prag. Därefter konserterade och gästspelade hon under flera år i Wien, Berlin, München, Bryssel, Paris, London och Sydamerika. 1927 slutade hon uppträda och anställdes som sångpedagog vid Sternska konservatoriet. Sin sista konsert gav hon i Berlin 1929 och blev samma år lärare vid musikhögskolan Mozarteum i Salzburg. Efter andra världskriget gifte hon sig med en brasiliansk konsul vid namn de Sanza Gunnaraez. Makarna flyttade till Brasilien, där hon avled 1948.
Francillo-Kaufmann sjöng in flera grammofonskivor, varav de tidigaste för Berliner Records 1900–1901. Nya inspelningar följde för His Master's Voice 1904–1905 och sedan för bolagen Anker, Lyrophon, Parlophone, Artiphon, Odeon och Homocord.